# Margarida La Rocque (romance)
Margarida La Rocque: A Ilha dos Demônios é um romance da escritora brasileira Diná Silveira de Queirós, publicado no Brasil, pela primeira vez, em 1949 pela Livraria José Olympio Editora. Muito bem recebido no estrangeiro, na época de seu lançamento, foi traduzido para o francês e para o castelhano. Pode ser considerado um dos raros exemplos de romance fantástico na literatura brasileira.

## Enredo
Dividido em duas partes, a primeira, intitulada “A Profecia”, narra como a protagonista, Margarida La Rocque, nascida numa vila da França, é criada cercada de cuidados por seus pais. Já crescida, casa-se com Cristiano, uma aventureiro que, após algum tempo de casado, parte para a América, deixando Margarida em Paris. Aflita com a demora do marido, Margarida convence seu primo, João Francisco de La Rocque (conhecido como senhor de Roberval), a levá-la numa viagem marítima à Nova França, onde ela esperava saber notícias do esposo. No trajeto, porém, apaixona-se e torna-se amante de um dos tripulantes, João Maria. O envolvimento dos dois é descoberto e Roberval, comandante da expedição, cruelmente decide castigar Margarida, abandonando-a, juntamente com a aia Juliana, numa ilha desabitada. O amante de Margarida, João Maria, consegue escapar da prisão no navio e, a nado, também atinge o exílio na ilha.
A segunda parte, “O Julgamento de Deus”, narra a luta de Margarida, Juliana e João Maria em busca de sobrevivência na ilha e o relacionamento dos três, que se desenvolve e se modifica. Além disso, espíritos e duendes que habitam a ilha se manifestam e se comunicam com Margarida. Após a morte de todos os companheiros, Margarida tem que lidar com a solidão e com os demônios da ilha que a atormentam, até que um grupo de pescadores a resgata de volta à civilização.